# Oneota
Ne doit pas être confondu avec Oneonta.

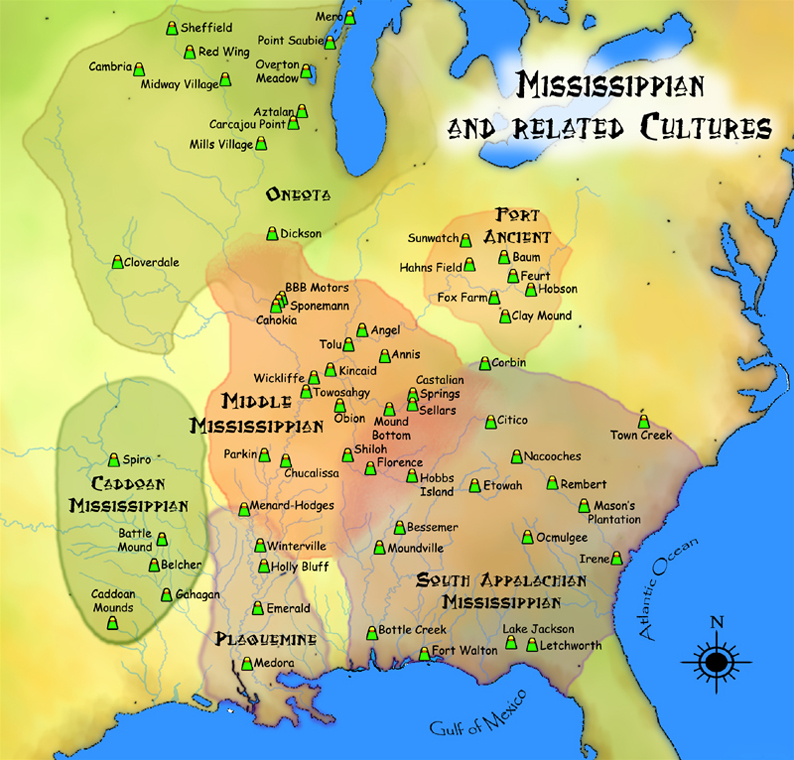
Carte des foyers approximatifs de différentes cultures mississippiennes et apparentées dont Oneota (en haut à gauche)

Oneota désigne un complexe culturel qui a existé de 900 à 1650-1700 autour du cours supérieur du Mississippi à l’ouest des Grands Lacs et dans les plaines orientales (Minnesota, Iowa, Missouri et Wisconsin, parties de l’Illinois).

## Description
La culture Oneota serait à l’origine de cultures protohistoriques et historiques sioux, dont celle des Ioway, Otoe, Omaha, Osages, Kaws et Quapaws. Les Winnebagos sont aussi considérés par certains comme ses héritiers.
C’est l’une des composantes de la culture du Mississippi supérieur, dont les relations avec la civilisation du Mississippi sont encore mal comprises.
On distingue la période d’émergence (~900-1000), la période de développement (~1000-1300), la période classique (~ AD 1300-1650) et la période historique (après 1650), ainsi que de nombreuses variantes locales, dont Orr, Langford et Fisher-Huber.
Agriculture, cueillette et chasse contribuaient à l’alimentation, variable selon le lieu. Elle comprenait du maïs, des haricots, de la courge, du riz sauvage, des fruits secs, du poisson, du cerf et du bison. Des réserves alimentaires et parfois des objets personnels étaient entreposés dans des fosses souterraines en forme de cloche bordées d’herbe et recouvertes de bois ou de peaux d’animaux, puis de terre pour les dissimuler.
Les poteries Oneota sont typiquement globulaires avec un col court et/ou un bord plat, décorées de lignes ondulées ou en zigzag souvent disposées en séries parallèles, et comportent parfois des courroies-anses. La matière est de la terre mélangée avec des coquillages pulvérisés. Les Oneota exploitaient le cuivre et la catlinite avec lesquels ils fabriquaient des objets.